# كارنتيكا
كارنتيكا (Calentica) أو قرنطيطة هي أكلة شعبية جزائرية ابتكرها الإسبان أثناء احتلالهم لمدينة وهران وتعرف أيضا باسم الحامي لانه يفضل أكلها ساخنة. تحضر أساسا من الحمص المطحون والماء والبيض ومع إضافة خليط من الجبن أو دونها، كما يفضل أكلها مع إضافة الكمون والهريسة، وكمية الزيت والماء. تطبخ في الفرن بعد خلط المكونات وتقدم مع الرغيف أو بدونه على شكل قوالب تؤكل مباشرة. ونظرا لسهولة تحضيرها ولذتها ورخص المواد المستعملة فيها، أصبحت الكارنتيكا أكلة أساسية لكل فئات الناس الفقيرة منها أو الغنية وانتشرت في كل ربوع الجزائر وحتى في فرنسا وكندا نظرا لتواجد كثيف للجالية الجزائرية.
الكرنتيكا معروفة في إسبانيا وفرنسا والمغرب أيضاً ولكن بأسماء مختلفة وبطرق تحضير تختلف من حيث الكمية الموصوفة فقط.

## التسمية
كرنتيكا هي طبق تتميز به مدينة وهران بشكل خاص و الجزائر بشكل عام. حيث في مدينة وهران وتلمسان يطلقون عليها كرنتيكا أو كاران أو الحامي ، ومناطق شرق المغرب وحتى بعض المناطق الشمالية كمدينة طنجة ويطلق عليها إسم كاران وهي مشهورة جدا ورخيصة الثمن وتحضيرها يختلف قليلاً عن الجزائر العاصمة.اسم كرانتيكا هو تحريف الكلمة الاسبانية Calienteta أو Caliente والتي تعني باللغة العربية «ساخنة».

## تاريخ
حسب بعض الأساطير يعود تاريخ اختراع أكلة الكرانتيكا إلى القرن السادس عشر، وإلى الحصن الأثري قلعة سانتا كروز الواقع على أعلى جبل مارجاجو في مدينة وهران، والذي ما زال شاهداً على ذلك العصر إلى يومنا هذا.
إذ كان معقل الجيوش الإسبانية التي فرضت سيطرتها على المدينة في ذلك الوقت. وأثناء إحدى المعارك بينهم وبين المسلمين الذين كانوا يحاولون فتح المدينة، حوصر الجيش الإسباني مما أجبره على البقاء داخل الحصن حتى نفد الطعام من المخازن. ولم يبق منه سوى طحين الحمص الذي لم يكن عادة ذا أهمية تذكر. وأمام الجوع الشديد والحاجة إلى الغذاء، اخترع الجنود الإسبان هذه الأكلة وطبخوها بما بقي لديهم من ملح وماء، ليكتشفوا أنّها ذات طعم طيّب. فانتشرت منذ ذلك الحين، وامتدت من وهران إلى جميع المدن الجزائرية الأخرى لتكون جزءاً من عطر ذاكرة التاريخ الذي ما زال يعبق في حصن سانتا كروز وعلى شواطئ تلك المدينة الساحرة.